# Garduña
 (janvier 2019).
La Garduña est une supposée société secrète criminelle qui aurait opéré en Espagne et dans ses colonies du milieu du XVe au XIXe siècle. Cependant, les sources la concernant sont très discutées et l'existence même de la société est remise en question par nombre d'historiens contemporains.

## Origine
La société tient son nom de la fouine (martes foina, en espagnol garduña), prédateur nocturne à la vue, à l'ouïe et à l'odorat très développés. Elle serait née au sein des germanías ou fraternités criminelles. Elle aurait développé un pouvoir, une extension et une organisation complexe, comparables à ceux des grandes mafias modernes. Il a même été suggéré que la Garduña soit l'origine de beaucoup d'autres organisations criminelles, ainsi de la Camorra napolitaine. Cette idée est basée sur le fait que cette dernière est née à l'époque où Naples et ses territoires faisaient partie de la couronne espagnole.
La Garduña est décrite comme une société imprégnée de mystère et d'ésotérisme, comprenant serments et rites d'initiation.
La Garduña aurait été fondée à Tolède vers 1412, trouvant son origine dans diverses bandes incontrôlées qui pratiquaient l'extorsion, l'attaque et le vol en visant les maisons des musulmans et des juifs. Elles se justifiaient en disant collaborer avec l'Inquisition. Selon la légende, la Vierge apparut à un ermite du nom d'Appolinaire (postérieurement canonisé) et lui expliqua que l'établissement des musulmans en Espagne était une punition divine, pour avoir manqué aux obligations chrétiennes. La Vierge demanda donc à l'ermite de réunir en son nom des personnes qui se laisseraient guider par la Bible, dans l'objectif d'attaquer les infidèles arabes et rétablir le christianisme. Cette organisation se serait beaucoup développée à Séville, là où arrivaient les perles, les gemmes, les émeraudes, l'or et l'argent de l'Amérique récemment conquise. Y prospérait l'industrie du luxe, la banque et la criminalité associée à la richesse. Le personnage de Monipodio dans la nouvelle exemplaire de Cervantes Rinconete et Cortadillo serait ainsi inspiré d'un personnage réel, qu'il aurait eu l'occasion de connaître. En effet Cervantes a connu deux fois la prison.

## Structure
La structure de la Garduña est copiée sur celle des confréries religieuses. Elle se voyait ainsi comme une fraternité, opposée d'une certaine manière à la Hermandad. Le sommet était composé d'un directoire secret de hauts protecteurs, sous le commandement du Frère Majeur (Hermano Mayor) ou Grand Maître (Gran Maestre). Ce personnage de haute condition sociale exerçait une influence capitale et avait sous ses ordres plusieurs contremaîtres (capataces, un dans chaque ville). Chaque contremaître dirigeait deux catégories différentes de malfaiteurs : les punteadores (essentiellement des assassins ou des hommes de bras) et les floreadores (principalement des voleurs). Au-dessous de chaque punteador ou floreador se trouvaient les postulantes, qui les aidaient et percevaient les contributions. Ils visaient la position de punteador ou floreador. Enfin se trouvaient les fuelles ou apprentis, de divers types : soplones (indics), chivatos (espions), coberteras (receleurs) et sirenas (prostituées). Les soplones étaient généralement des mendiants ou des vieillards qui pouvaient surveiller ou entrer dans les maisons visées sous couvert de leur condition. Ils voyaient ainsi si l'endroit présentait de l'intérêt pour un cambriolage, et dans quelles conditions. Les chivatos étaient habituellement des personnes infiltrées. Les coberteras revendaient la marchandise volée, et les sirenas, prostituées, étaient des sources d'informations pour les délinquants. Les membres de la société secrète avaient comme signe de reconnaissance trois points tatoués dans la paume de la main.

## Influence
La Garduña aurait opéré dans une impunité quasi-totale : parmi ses adhérents et collaborateurs se seraient trouvés des gouverneurs, juges, maires et jusqu'à des directeurs de prison. Elle se serait présentée comme un ordre religieux, s'arrogeant le droit divin de voler et assassiner. En tant que société ésotérique, elle n'aurait eu semble-t-il ni documents écrits ni statuts, ses règles étant communiquées par la voie de l'initiation puis par les montées en grade. La trahison de ces règles non-écrites auraient été punie de mort. On affirme que certains membres de la fraternité auraient été exécutés pour avoir agi sans autorisation préalable de leurs maîtres.
Une légende, répandue par des chants et rites de la mafia calabraise, affirme que les mafias italiennes furent créées par trois chevaliers espagnols — Osso, Mastrosso et Carcagnosso — membres de la Garduña. Au XVe siècle, ils auraient fui de Tolède après avoir vengé dans le sang l'honneur bafoué de leur sœur. Les trois chevaliers se seraient réfugiés dans l'île méditerranéenne de Favignana, au large de la Sicile, où ils auraient demeuré 29 ans, 11 mois et 29 jours, pendant lesquels ils auraient repris les règles sociales et le code de la Garduña, créant ainsi celui de la mafia. À leur séparation, chacun aurait porté ce code dans trois lieux différents : Osso les aurait diffusées en Sicile (créant ainsi la Cosa nostra), Mastrosso en Calabre (territoire de la 'Ndrangheta) et Carcagnosso en Campanie (origine de la Camorra).

## LeLibro mayor
1. Bon œil, bonne oreille, bonnes jambes, savoir tenir sa langue.
2. Protéger les femmes persécutées par la justice.
3. Les chivatos ne pourront pas, dans leur première année de noviciat, monter des opérations seuls.
4. Les punteadores se chargeront des opérations les plus importantes.
5. Les floreadores vivront de leurs mains et recevront un tiers de leurs butins. Ils laisseront une somme pour les âmes du purgatoire.
6. Les encubridores recevront dix pour cent de chaque butin.
7. Les sirenas conserveront pour elles les présents des nobles.
8. La règle ultime sera : « plutôt mourir en martyr que de trahir ».

## Jugement et disparition
Bien que la société secrète n'aurait pas possédé de documents écrits, ses derniers Frères Majeurs, par vanité, auraient écrit le dénommé Livre Majeur (Libro Mayor), racontant leurs activités sur un mode héroïque. Le livre aurait été découvert en 1821 dans la maison du Frère Majeur, Francisco Cortina, alors qu'il était arrêté sous le chef d'accusation d'assassinat par l'officier de chasseurs à cheval Manuel de Cuendías. Toutefois, en 1918, un incendie à l'Audience de Séville aurait détruit toutes les preuves qui y auraient été conservées, dont ce livre.
À la suite de cette trouvaille le Frère Majeur, ses lieutenants et autres membres identifiés de la Garduña auraient été jugés et exécutés sur la Plaza Mayor de Séville, le 25 novembre 1822.
Après ces événements, le destin de la supposée société secrète est un mystère. Il fut question de reconversion ou tout au moins d'influence sur des groupes tels que la Camorra, la Cosa nostra ou la piraterie caribéenne.

## Débat contemporain
Un débat sur le caractère réel ou fantasmé de la  Garduña est aujourd'hui encore ouvert. La grande durée, l'influence importante et l'impunité qu'on lui attribue laissent difficilement croire qu'elle ait réellement pu traverser l'histoire sans laisser plus de traces et de mentions écrites, comme c'est le cas d'autres organisations anciennes, comme la Franc-maçonnerie, les triades chinoises ou la Camorra italienne.
Certains romans du Siècle d'Or, en particulier des romans picaresques (tels que Rinconete et Cortadillo de Cervantes ou El Buscón de Quevedo) font référence à des sociétés de malfaiteurs. Toutefois ces dernières ne semblent pas être d'envergure nationale, leur influence étant plutôt uniquement limitée à une ville.
Quelques sources font référence aux archives de Tolède ou aux jugements de Séville. Cependant, n'y sont jamais mentionnées des références à des documents identifiés et traçables au sein des dites archives.
León Arsenal et Hipólito Sanchiz , dans leur livre Une histoire des sociétés secrètes espagnoles (Una historia de las sociedades secretas españolas), affirment que toutes les sources portant sur l'existence et l'histoire de la Garduña sont basées sur l'ouvrage Mystères de l'inquisition espagnole et d'autres sociétés secrètes espagnoles (Misterios de la inquisición española y otras sociedades secretas de España), de Víctor de Fereal  (pseudonyme probable de l'auteure française Madame de Suberwick). Ce livre rapporte les notes de Manuel de Cuendías (qui serait l'officier responsable de l'arrestation du dernier Frère Majeur). Ce texte serait écrit sous une forme romanesque et ne constituerait pas une source fiable, mais plutôt un texte de propagande anticlérical.  Les deux auteurs ont également produit des textes romantiques sur l'Espagne dans le style de Carmen de Prosper Mérimée, ainsi que divers pamphlets anticléricaux. Le nom « Madame de Suberwick » pourrait être lui-même le pseudonyme d'un écrivain français inconnu, tandis que Manuel de Cuendías semble avoir été un libéral exalté qui a également rédigé en 1858 un projet de constitution progressiste pour l'Espagne. 
L'absence d'autres références et la faible fiabilité attribuée à la source fondamentale écrite par Arsenal et Sanchiz mène à douter de l'existence de la Garduña.